# リバタリアン父権主義
Template:Nudge Theory
リバタリアン父権主義（Libertarian paternalism）、リバタリアン・パターナリズム、自由至上主義的父権主義とは、民間および公的機関が、選択の自由を尊重しつつ人々の行動に影響を与えることが可能かつ正当であるとする考え方、およびその考え方の実践である。この用語は、行動経済学者のリチャード・セイラーと法学者のキャス・サンスティーンが2003年に『American Economic Review』誌で発表した論文で提唱したものである。両者は同年に『University of Chicago Law Review』誌で発表した、より詳細な論文でその考えをさらに展開した。
彼らの提案によれば、リバタリアン父権主義は、「選択者自身が判断する限りにおいて、その厚生を高めるような形で選択に影響を与えようと試みる」という意味で父権主義的である（ただし、父権主義という概念が本来は選択の制限を要件とすることに注意が必要である）。そして、「人々が特定の仕組みから自由に離脱（オプトアウト）できることを保証する」ことを目指すという意味でリバタリアン的である。この離脱の可能性が「選択の自由を保護する」とされる。セイラーとサンスティーンは、2008年にこの政治思想を擁護する書籍『実践 行動経済学』（原題: Nudge）を出版した（2021年に新版発行）。
リバタリアン父権主義は、非対称的父権主義（asymmetric paternalism）と類似している。非対称的父権主義とは、非合理的に行動し、自身の利益を高めていない人々を助ける一方で、合理的に行動する人々には最小限の干渉しかしないように設計された政策を指す。このような政策は、人々は合理的に行動すると信じる者と、人々はしばしば非合理的に行動すると信じる者の双方にとって受け入れ可能であるべき、という意味でも非対称的である。

## 政策の例
デフォルト効果を利用するために初期設定（デフォルト）を設けることは、ソフト・パターナリズム政策の典型例である。
自発的な臓器提供において「オプトアウト」方式（事故などの際に臓器提供を明確に拒否しなかった者はすべて提供者とみなされる）を採用している国は、「オプトイン」方式の国よりも臓器提供の同意率が劇的に高い。オプトアウト方式のオーストリアでは同意率が99.98%であるのに対し、文化や経済状況が非常に似ていながらオプトイン方式を採用しているドイツでは、同意率はわずか12%である。

ニューヨーク市のタクシー運転手は、乗客が車内に設置された端末でクレジットカード払いができるようになってから、チップが乗車料金の10%から22%に増加した。この端末の画面には、15%から30%までの3つのデフォルトのチップ選択肢が提示される。
最近まで、米国のほとんどの税制優遇のある退職貯蓄制度におけるデフォルトの拠出率はゼロであった。大きな税制上の優位性があるにもかかわらず、多くの人々は拠出を始めるまでに何年もかかるか、あるいは全く始めなかった。行動経済学者はこれを、変化を嫌う人間の一般的な傾向である「現状維持バイアス」と、もう一つの一般的な問題である先延ばしの傾向が組み合わさったものだと分析している。さらに、行動経済学者の研究によれば、デフォルトの拠出率を引き上げた企業では、従業員の拠出率が即座にかつ劇的に上昇した。
デフォルトの拠出率を引き上げることも、非対称的父権主義の一例である。税制優遇貯蓄に所得の0%を拠出するという情報に基づいた意図的な選択をしている者は、依然としてその選択肢を持つことができる。一方で、単なる惰性や先延ばしのために貯蓄をしていなかった者は、より高いデフォルト拠出率によって助けられる。これは第二の意味でも非対称的である。もし人々が退職貯蓄のような重要な事柄について合理的な決定を下すと信じ、デフォルト設定は重要でないと考えるならば、デフォルト率がどうであれ気にするべきではない。他方で、デフォルト設定が重要だと信じるならば、最大多数の人々にとって最善であると信じる水準にデフォルトを設定したいと考えるはずである。

## 用語選択に対する批判
リバタリアン父権主義という言葉の背後にあるイデオロギーには多くの批判が寄せられている。例えば、伝統的なリバタリアニズムが持つ、特に強制に対する懸念を十分に評価しておらず、より広範な意味での選択の自由に焦点を当てていると論じられてきた。
また、リバタリアン父権主義は厚生の増進を目指すが、将来の自由を最大化するなど、推進しうる他のリバタリアン的な目的が存在する可能性も指摘されている。

## 関連ページ
- Choice architecture
- 認知バイアスの一覧
- ナッジ
- 租税選択 – 納税に対するソフト・パターナリズム的なアプローチ

## 参照
1. ↑  Gane, Nicholas (2021). “Nudge Economics as Libertarian Paternalism”. Theory, Culture & Society 38 (6):  119–142. doi:10.1177/0263276421999447.
2. ↑  Hansen, Pelle Guldborg (2016). “The Definition of Nudge and Libertarian Paternalism: Does the Hand Fit the Glove?”. European Journal of Risk Regulation 7 (1):  155–174. doi:10.1017/S1867299X00005468.
3. ↑  Thaler, Richard; Sunstein, Cass (2003). “Libertarian Paternalism”. The American Economic Review 93 (2):  175–9. doi:10.1257/000282803321947001.
4. ↑  Sunstein & Thaler 2003
5. ↑  Thaler, R.H.; Sunstein, C.R. (2009). Nudge: Improving Decisions About Health, Wealth and Happiness (2nd ed.). Penguin Books. ISBN 978-0-14-311526-7
6. ↑  Camerer, C.; Issacharoff, S.; Loewenstein, G.; O'donoghue, T.; Rabin, M. (2003). “Regulation for conservatives: behavioral economics and the case for "asymmetric paternalism"”. University of Pennsylvania Law Review 151 (3):  1211–54. doi:10.2307/3312889. JSTOR 3312889.
7. ↑  Thaler, Richard H. (2009年9月26日). “Opting In vs. Opting Out”. The New York Times. 2020年8月19日時点のオリジナルよりアーカイブ。2012年7月4日閲覧。
8. ↑  Michael M. Grynbaum (2009年11月7日). “New York's Cabbies Like Credit Cards? Go Figure”. The New York Times
9. ↑  Thaler, R.H.; Benartzi, S. (2004). “Save More Tomorrow: Using Behavioral Economics to Increase Employee Saving”. Journal of Political Economy 112 (S1):  164–187. doi:10.1086/380085.
10. ↑  Klein, Daniel B. (2004). “Statist Quo Bias”. Economic Journal Watch 1:  260–271.

## 関連文献
- Thaler (2023年3月17日). “Nudge: Improving Decisions About Health, Wealth, and Happiness”.   Academized.com. Template:Cite webの呼び出しエラー：引数 accessdate は必須です。
- Sunstein, Cass R.; Thaler, Richard H. (2003). “Libertarian Paternalism is Not an Oxymoron”. University of Chicago Law Review 70 (4):  1159–1202. doi:10.2307/1600573. JSTOR 1600573. SSRN 405940.
- Camerer, C.; Issacharoff, S.; Loewenstein, G.; O'donoghue, T.; Rabin, M. (2003). “Regulation for conservatives: behavioral economics and the case for "asymmetric paternalism"”. University of Pennsylvania Law Review 151 (3):  1211–54. doi:10.2307/3312889. JSTOR 3312889.
- Harkin, James (2006年6月24日). “Libertarian Paternalism”. The Guardian
- Thaler, Richard H.; Sunstein, Cass R. (2008年4月2日). “Designing Better Choices”. Los Angeles Times
- Vedantam, Shankar (2008年4月7日). “A Dose of Libertarian Paternalism”. Washington Post
- Will, George F. (2008年6月30日). “Nudge Against the Fudge”. Newsweek
- Harkin, James (2008年8月5日). “This nudging stuff is nothing new – and it's all a bit shaky”. The Guardian
- Heinig, Hans Michael (2016). “Autonomy vs. Technocracy: Libertarian Paternalism Revisited”. Choice Architecture in Democracies: Exploring the Legitimacy of Nudging. Recht im Kontext. 6. Baden-Baden: Nomos. pp. 219–227. doi:10.5771/9783845263939-219. ISBN 978-3-8452-6393-9